# Hypertekst
Et hypertekst-system er en mængde information (tekst, billeder) organiseret således at et emne i systemet direkte henviser (gennem såkaldte hyperlinks) til andre emner i systemet. Dette tillader læseren frit at navigere, samt flere samtidige forfattere og udvisker dermed skellet mellem læser og forfatter. Det mest velkendte hypertekst-system er World Wide Web, og herunder er Wikipedia et glimrende eksempel.
Hypertekstkonceptet blev udtænkt af præsident Roosevelts videnskabelige rådgiver Vannevar Bush. Han forestillede sig og beskrev i 1945 et informationshåndteringssystem, der kunne indeholde både tekst, billeder, tegninger og noter. Systemet, der blev kaldt Memex (Memory Extender) skulle tillade at der blev bladret i al den tilgængelige information og at der kunne etableres link mellem to vilkårlige punkter i informationen. Udover muligheden for at etablere link, skulle der også kunne skabes et spor gennem den tilgængelige information med henblik på at binde information om et emne sammen. Vannevar Bush udtænkte endog ideen om "trail blazers", personer hvis opgave skulle være at skabe brugbare spor igennem den tilgængelige information, dvs. personer der kunne binde eksisterende offentlig information sammen ved hjælp af hyperlinks.
Memex blev aldrig bygget, men Bush skrev i 1945 en artikel "As We May Think" i Atlantic Monthly. En af de der læste den debatskabende artikel var Doug Engelbart der i 1962 ved SRI (Stanford Research Institute) indledte et projekt Augment, der bl.a. skulle skabe samspil mellem dokumenter.
Selve ordet hypertext blev skabt af Ted Nelson i 1965 i forbindelse med det Xanadu system han arbejdede på. Ted Nelson forestillede sig at alt hvad der nogensinde var skrevet skulle være tilgængeligt og krydsrefereret. Termen findes i hans Literary Machines og defineres der som "non-sequential writing".
I 1967 udvikledes det første funktionsduelige hypertekstsystem af Andries van Dam ved Brown University og efterfølgende solgte IBM, der havde betalt for udviklingen, systemet til Houston Manned Spacecraft Center hvor det blev anvendt i forbindelse med dokumentationen af Apollo-programmet.
Endelig i 1986 kom det første bredt tilgængelige system Guide fra OWL og i 1987 sendte Apple HyperCard på markedet.
Formatet PDF (Adobe) er et layoutformat, der både kan bruges som grundlag for tryksager og læses som elektroniske publikationer, der ligner tilsvarende tryksager til forveksling. Dokumenter i dette format, der kan være skabt med et vilkårligt tekstbehandlings- eller DTP-program, kan (evt. via passende efterbehandling) udformes som hypertekstdokumenter, der både kan rumme hyperlinks mellem de enkelte dele og formularer som brugerne kan udfylde og indsende – enten on-line eller i underskrevet stand efter at være udskrevet på papir.